# Fabricio Valencia
Fabricio Alfredo Valencia Gibaja (Cuzco, 26 de octubre de 1976) es un abogado y funcionario peruano. Es el actual ministro de Cultura del Perú desde el 3 de septiembre de 2024, en el gobierno de Dina Boluarte.

## Biografía
Nacido en Cuzco se recibió de abogado por la Pontificia Universidad Católica del Perú. Es especialista en el tratamiento jurídico del patrimonio cultural. Obtuvo una maestría en Museología y Gestión Cultural en la Universidad Ricardo Palma; y un postgrado internacional en Patrimonio y Turismo Sostenible en la Universidad Nacional de Tres de Febrero de Buenos Aires.

### Trayectoria
En el sector estatal fue jefe del Área de Patrimonio Cultural; jefe de la Oficina de Asesoría Legal del Ministerio de Cultura; y miembro de la Comisión encargada de elaborar el Reglamento de la Ley General del Patrimonio Cultural de la Nación.
Es miembro experto del Comité Científico Internacional de Asuntos Legales, Administrativos y Financieros de Icomos.
Se desempeñó también como profesor de la Universidad Antonio Ruiz de Montoya y la Universidad de Piura.
En 2024 ofició de abogado de la Orden Franciscana en la disputa de esta contra la Municipalidad Metropolitana de Lima motivada por las obras edilicias emprendidas en la Plazuela San Francisco para la recuperación del Centro Histórico de Lima.

### Ministro de Estado
El 3 de setiembre de 2024, fue nombrado y juramentado por la presidenta Dina Boluarte, como ministro de Cultura del Perú, en reemplazo de Leslie Urteaga.